# Katham
Katham is een buurtschap in de gemeente Edam-Volendam, in de Nederlandse provincie Noord-Holland. Katham ligt aan de zuidwestrand van het dorp Volendam en grenst eveneens aan Katwoude.
Van oorsprong was Katham een zelfstandig plaatsje. De plaatsnaam duidt waarschijnlijk op een buitendijks stuk land, Ham, van ene Kat of Katte. Kat kan echter ook verwijzen naar een kade die langs de Zuiderzee gelegen zou hebben, of een verwijzing zijn naar het vlakbijgelegen Katwoude.
De eerste vermelding van Katham dateert uit 1460, in het Diversorium van het klooster Galilea Minor. Daaruit blijkt dat een stuk land van Katham toebehoorde aan dat klooster, dat nabij Monnickendam was gelegen. Katham is nooit een grote plaats geweest, maar werd wel dorp of gehucht genoemd. Het had het ook een aardig buitengebied. Hierin lag ook de buurtschap Blokgouw, dat tussen de stad Edam en Katham was ontstaan. Blokgouw is in de 20e eeuw een wijk geworden van Volendam.
Katham kende lang een agrarische achtergrond. De protestante boeren uit Schokland die door het oprukkend zeewater van de Zuiderzee steeds meer land kwijtraakten vestigden zich o.a. in Katham. Na de ontruiming van Schokland in 1859 kwamen er nog meer bij. Zij namen hun protestantse geloof mee naar het voornamelijk katholieke Volendam en gingen naar de kerk halverwege tussen de haven van Volendam en Katham. Daar stond en staat sinds 1615 de kerk van de Nederlands Hervormde Gemeente, tegenwoordig de Protestantse Kerk Nederland, de PKN. Deze kerk is het oudste gebouw in Volendam, het heeft nog steeds de vorm van een stolpboerderij. Katham had zwaar te lijden van de watersnoodramp van 1916. Op drie plekken brak toen de dijk en het hele achterland van Katwoude en Katham kwam onder water te staan. Besloten werd om toen de dijk drastisch aan te pakken en de weg belangrijk te verbreden. In dit geval betekende het dat bijna alle boerderijen en woningen van Katham gesloopt moesten worden die te dicht bij de dijk stonden. 
Rond 1950 woonden er in Katham ongeveer 45 inwoners. Door de uitbreiding van Volendam kwam de nieuwbouwrand van het dorp in 1960 steeds dichter tegen Katham aan te liggen. In de jaren 70 werden woningen en boerderijen gesloopt om ruimte te creëren voor nieuwbouw. Uiteindelijk overleefde geen van de boerderijen, die naderhand vervangen zijn door vrijstaande huizen. Omstreeks 1980 zorgde de uitbreiding van Volendam ervoor dat het gehucht Katham verdwenen is. Er staat nu een rijtje villa's en een garagebedrijf. 
Van het agrarische verleden is door de huidige bebouwing en bewoning nog maar weinig te zien. Katham is desondanks blijven bestaan als een eigen buurtschap die duidelijk nog zichtbaar is aan de rand van Volendam, langs de Kathammerzeedijk. Ook een klein deel van de Hoogendijk wordt bij Katham gerekend. Ten zuidoosten van Katham werden er aan het eind van de 20e eeuw voetbalvelden aangelegd. Deze lagen eerst nog ten noordoosten van Katham, maar werden verplaatst vanwege een de bouw van een nieuwe wijk. Schuin tegenover deze voetbalvelden is de molen De Kathammer gelegen. Deze molen, die aan de Achterdichting in Katwoude staat, bemaald de polder van Katwoude.
Katham is verder bekend van het Heitje van Katham, een klein natuurgebied op de rand van de polder Katwoude-Hoogendijk. Men kan het gebied beschrijven als een zeer brede grasberm langs de Hovensloot. Het heitje is een van de oudste veenheides in Nederland. Het is rond 1400 ontstaan door verlanding van de sloot en werd opgebouwd door veenmossen. Het proces van hoogveenvorming gaat tot op heden nog steeds door. Door de vochtige en zure bodem treft men op het Heitje van Katham een unieke flora aan.
Stad: Edam

Dorpen: Beets · Etersheim · Hobrede · Kwadijk · Middelie · Oosthuizen · Purmer (deels) · Schardam · Volendam · Warder

Buurtschappen: Axwijk · Katham · Verloreneinde
Noord-Holland: Steden en dorpen      Nederland: Provincies · Gemeenten